# Крюже
Крюже́ (фр. Crugey) — коммуна во Франции, находится в регионе Бургундия. Департамент коммуны — Кот-д’Ор. Входит в состав кантона Блиньи-сюр-Уш. Округ коммуны — Бон.
Код INSEE коммуны — 21214.

## Население
Население коммуны на 2010 год составляло 169 человек.
| 1962 | 1968 | 1975 | 1982 | 1990 | 1999 | 2010 |
| ---- | ---- | ---- | ---- | ---- | ---- | ---- |
| 355  | 290  | 268  | 222  | 188  | 214  | 169  |

## Экономика
В 2010 году среди 111 человек трудоспособного возраста (15—64 лет) 78 были экономически активными, 33 — неактивными (показатель активности — 70,3 %, в 1999 году было 62,4 %). Из 78 активных жителей работали 71 человек (41 мужчина и 30 женщин), безработных было 7 (3 мужчин и 4 женщины). Среди 33 неактивных 4 человека были учениками или студентами, 21 — пенсионерами, 8 были неактивными по другим причинам.